# Oakville
Oakville es una comunidad no incorporada ubicada en el Condado de Lawrence, Alabama. La comunidad es conocida por los dos parques situados en ella: uno en honor al atleta Jesse Owens y otro dedicado a la conservación de la memoria y el patrimonio de las poblaciones que históricamente habitaron la zona.

## Jesse Owens Memorial Park
El parque, situado en el cruce entre las carreteras estatales 203 y 187, alberga un museo abierto en 1996 dedicado al corredor estadounidense Jesse Owens.
El atleta nació en el seno de la comunidad de Oakville, donde pasó la mayor parte de su infancia antes de que su familia se mudara a Cleveland, Ohio.

## Oakville Indian Mounds Park
El parque tiene una extensión de 34 hectáreas y está dedicado a la preservación de la información histórica acerca de las poblaciones que habitaron la región, como los cheroquis o los llamados Black Dutch, descendientes mestizos de europeos y cheroquis que permanecieron en la región después del Acta de Remoción de los Indios del siglo XIX.
El museo imita el estilo de una casa de consejo cheroqui. En él se exhiben más de un millar de  artefactos encontrados en las excavaciones arqueológicas del parque, pertenecientes a la cultura Copena.
Los terrenos incluyen una parte del Black Warriors’ Path, una importante ruta comercial india,
además de numerosos túmulos funerarios prehistóricos del periodo silvícola. Entre ellos, se halla el túmulo ceremonial conservado más grande de Alabama, perteneciente a los indios Copena.
El parque también tiene un lago y un embarcadero para pescar. La dirección del parque es 1219 Co. Rd. 187,  Danville, Alabama, 35619.